# Cocosplatte

Kontinentalplatten

Die Cocosplatte ist eine konvergierende Lithosphärenplatte im östlichen Pazifik. Sie ist nach der Cocos-Insel benannt. 

## Geographie
Die Platte liegt westlich von Mittelamerika bzw. der dortigen Staaten Mexiko, Guatemala, El Salvador, Nicaragua und Costa Rica. Sie befindet sich östlich der Pazifischen Platte, südlich der Nordamerikanischen Platte, westlich der Karibischen Platte und nördlich der Nazca-Platte.

## Tektonik und Geschichte
An der westlichen und südlichen Grenze der Cocosplatte führt aufsteigendes Magma zur Ozeanbodenspreizung, während die Platte an ihrer östlichen und nördlichen Grenze unter die leichteren Platten gleitet und dort den Mittelamerikagraben erzeugt. In der Folge bildet sich auf dem mittelamerikanischen Festland ein Vulkangürtel, wobei Schichtvulkane wie der 2.381 Meter hohe Santa Ana in El Salvador entstehen. 
Die Cocos- und die Nazca-Platte entstanden erst vor etwa 23 Millionen Jahren aus der früheren Farallon-Platte. Nach der Trennung beider Platten bildete sich am östlichen Rand der Bruchzone, durch die Subduktion beider Platten und eines Hot Spots unterhalb der Galápagos-Inseln, ein komplexes Bruchmuster, welches „Cocos – Nazca Spreading Center“ (CNS) genannt wird. Dadurch entstanden dort mehrere kleine Riftzonen und Rücken – zum Beispiel das Costa-Rica-Rift, Ecuador-Rift und Galápagos-Rift und der Cocos-Rücken, Coiba-Rücken, Malpelo-Rücken und Carnegie-Rücken. 
Im Norden der Cocosplatte befinden sich die Orozco-Bruchzone und die Clipperton-Bruchzone mit der Clipperton-Insel im Westen und dem Tehuantepec-Rücken im Osten. Die westliche Abgrenzung der Cocosplatte ist Teil des Ostpazifischen Rückens.